# Akka Tholus
L'Akka Tholus è una struttura geologica della superficie di Venere.